# Конвенція зі збереження антарктичних морських живих ресурсів
Конвенція зі збереження антарктичних морських живих ресурсів (англ. Convention on the Conservation of Antarctic Marine Living Resources, CCAMLR) є частиною системи Договору про Антарктику.
Конвенція була відкрита для підписання 1 серпня 1980 р. й набула чинності 7 квітня 1982 р. Для реалізації положень Конвенції створено спеціальну Комісію зі збереження морських живих ресурсів Антарктики, штаб-квартира якої знаходиться в м. Хобарт (Австралія). Мета Конвенції — збереження морської екосистеми Антарктики.
Ухваленню Конвенції сприяло  занепокоєння про те, що збільшення вилову криля в Південному океані може мати серйозний вплив на популяцію інших морських живих організмів, залежних від криля трофічними зв’язками.
У 1989 році Комісія створила Програму моніторингу екосистем (CEMP) для подальшого моніторингу наслідків риболовлі та збирання видів у цьому районі.

## Держави-учасниці
| Учасники          | Держави, які приєднуються |
| ----------------- | ------------------------- |
| Аргентина         | Болгарія                  |
| Австралія         | Канада                    |
| Бельгія           | Острови Кука              |
| Бразилія          | Фінляндія                 |
| Чилі              | Греція                    |
| КНР               | Маврикій                  |
| Європейський Союз | Пакистан                  |
| Франція           | Панама                    |
| Німеччина         | Перу                      |
| Індія             | Вануату                   |
| Італія            |                           |
| Японія            |                           |
| Південна Корея    |                           |
| Намібія           |                           |
| Нідерланди        |                           |
| Нова Зеландія     |                           |
| Норвегія          |                           |
| Польща            |                           |
| Росія             |                           |
| ПАР               |                           |
| Іспанія           |                           |
| Швеція            |                           |
| Україна           |                           |
| Велика Британія   |                           |
| США               |                           |
| Уругвай           |                           |

## Морські заповідні зони (MPAs)
У 2009 році Комісія консенсусом погодилася створити репрезентативну мережу Морських заповідних зон (або Морських охоронних районів, англ. Marine Protected Areas,  MPAs) до 2012 року на виконання рекомендацій Всесвітнього саміту Організації Об'єднаних Націй з питань сталого розвитку. У 2011 році було визначено дев'ять областей планування, в межах яких визначатимуться Морські заповідні зони.
| Морська заповідна зона      | Розмір             | Статус     | Рік  | Запропоновано          | Відведено |
| --------------------------- | ------------------ | ---------- | ---- | ---------------------- | --------- |
| Південні Оркнейські острови | 94,000 км2         | Відведено  |      | Велика Британія        | 2009      |
| Море Росса                  | 1.55 мільйонів км2 | Відведено  | 2012 | Нова Зеландія, США     | 2016      |
| Східна Антарктида           | 950,000 км2        | Пропозиція | 2010 | Австралія, Франція, ЄС | N/A       |
| Море Ведделла               | 1,800,000 км2      | Пропозиція | 2016 | Німеччина, ЄС          | N/A       |
| Антарктичний півострів      | 450,000 км2        | Пропозиція | 2018 | Аргентина, Чилі        | N/A       |

### Морська заповідна зона Південних Оркнейських островів
У 2009 році Комісія консенсусом погодилася створити за поданням Великої Британії Морську заповідну зону площею 94 000 км2 на південному шельфі Південних Оркнейських островів на півдні Атлантичного океану.. Це перша Морська заповідна зона, створена у відкритих  міжнародних водах. Набула чинності у травні 2010 року.

### Морська заповідна зона моря Росса
У 2010 році пропозицію щодо створення Морської заповідної зони в морі Росса висунули і США, і Нова Зеландія. Пізніше вони були об'єднані як спільна пропозиція.
У липні 2013 року Комісія провела спеціальне засідання у Бремерхафен з метою розгляду пропозицій щодо морської заповідної зони як у морі Росса, так і у Східній Антарктиді. Консенсусу не було досягнуто після того, як РФ проголосувала проти пропозицій, посилаючись на невизначеність щодо того, чи має Комісія повноваження щодо створення заповідної території.
28 жовтня 2016 року, після декількох років наукових та дипломатичних дискусій, на своєму щорічному засіданні в Гобарті Комісія консенсусом погодилась призначити Морську заповідну зону в морі Росса. Заповідна територія охоплює 1,55 мільйона квадратних кілометрів океану, з яких 72 % — зона із повністю забороненим морським промислом. Решта 28 % уможливлюють обмежений вилов риби та криля з метою наукових досліджень.
Морська заповідна зона у морі Росса створена на 35 років. Це рішення буде переглянуте членами Комісії у 2052 році.

### Східноантарктична морська заповідна зона
У 2010 році Австралія, Франція та Європейський Союз подали пропозицію щодо морської заповідної зони в Східній Антарктиді. Спочатку вона включала сім репрезентативних районів з різним ступенем захисту і охоплювала 1,8 мільйона квадратних кілометрів океану. До 2017 року їх було відновлено до трьох районів, що охоплюють трохи менше 1 мільйона квадратних кілометрів. Це було пов'язано з політичними занепокоєннями та економічними інтересами, висловленими деякими державами-членами. У пропозицію також було внесено поправки, щоб включити термін дії через 30 років після призначення та можливість переглянути план моніторингу та управління кожні десять років. Комісія розглядає це питання з 2012 року.